# دیس پاتر

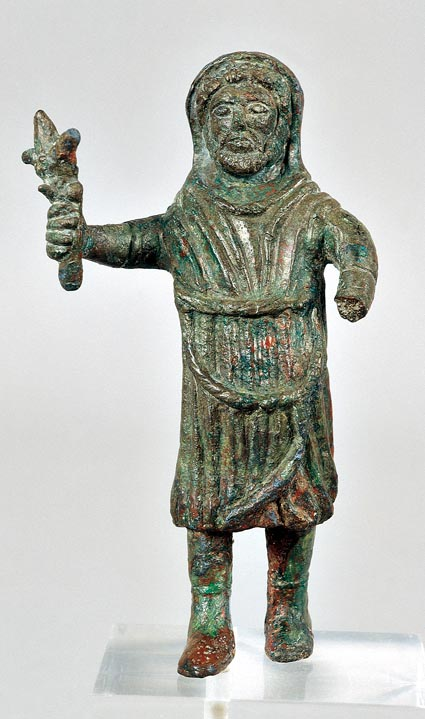
دیس پاتر

دیس پاتر یا دیسپاتر (به زبان سانسکریت: دیائوس پیتار)، در اساطیر روم یک ایزد از ایزدان رومی دنیای زیرین بود که بعدها با هادس یا پلوتون در یک طبقه گنجانده شد. دیس پاتر در اصل خدای ثروت، خدای باروری و حاصلخیزی زمین‌های کشاورزی، خدای معادن و ثروت‌های زیرزمینی، در میان خدایان و ارواح عالم اسفل(دنیای زیرین یا عالم اموات) محسوب می‌شد، که البته بعدها به طور معمول با خدایان رومی پلوتون و اورکوس، برابر و معادل دانسته شد و به یکی از خدایان مهم دنیای زیرین(همان عالم اسفل یا جهان مردگان و اموات) تبدیل گردید.
دیس پاتر معمولاً به صورت مختصر و ساده شده، دیس نیز خوانده می‌شود(خیلی شبیه به نحوه اطلاق نام دیائوس پیتار در زبان سانسکریت که آن هم به صورت ساده شده دیائوس نیز نامیده می‌شود). این نام یعنی دیس، از همان زمان بعنوان نامی جایگزین، برای یاد کردن از دنیای زیرین یا بخشی از دنیای زیرین، تبدیل شده‌است. همچون استفاده از تعبیر دیس در کمدی الهی، که نمونه‌ای از این کاربرد است.

## شرح
تصویر رمی‌ها از دنیای زیرین و خدایانش اصلاً از اتروسکها گرفته شده و بعدها با اساطیر یونانی در هم آمیخته و اصلاح و تعدیل شده بود. از جمله این خدایان دیس پاتر بود که ثروتمندترین خدایان محسوب می‌شد.
در ماههای میلادی، فوریه یا فبرووِری یا فبریس، در واقع با نام فبروس که یکی از خدایان باستانی بود، پیوند داشت و در روزگاران بعد با دیس [همان دیس پاتر] و پلوتوی لاتین پیوند یافت.
ویل دورانت احتمال داده که حتی نام یوپیتر(ژوپیتر) نیز، شکل مسخ شده‌ای از دیسپیتر یا دیوسپاتر، خدای آسمان بوده باشد و از این جهت دیس پیتر یا دیوسپاتر را بتوان نام دیگر یوپیتر دانست.